# The Mummy Resurrected
The Mummy Resurrected è un film del 2014 diretto da Patrick McManus.

## Trama
Un gruppo di archeologi scopre un'antica mummia ignorando della maledizione che grava sulla sua tomba.